# يوليانا (ملكة هولندية)
الملكة يوليانا (بالهولندية: Juliana Nederlands) (30 أبريل 1909 - 20 مارس 2004)، ملكة هولندا من 4 سبتمبر 1948 حتى 30 أبريل 1980 حين تنازلت عن العرش لابنتها بياتريكس مثلما تنازلت لها والدتها الملكة فيلهلمينا عن العرش.
كانت يوليانا هي الطفلة الوحيدة للملكة فيلهلمينا والأمير هنري دوق مكلنبورغ شفيرين، درست يوليانا القانون الدولي في جامعة ليدن وحصلت على تعليمها الخاص، تزوجت من الأمير برنارد دوق ليبي بيسترفيلد وأنجبت منه أربع بنات: بياتريكس وإيرين ومارجريت وكريستينا.
انتقلت العائلة المالكة إلى المملكة المتحدة خلال الغزو الألماني لهولندا في الحرب العالمية الثانية وانتقلت يوليانا بعد ذلك إلى كندا مع أطفالها بينما بقيت والدتها فيلهلمينا وزوجها برنارد في بريطانيا ثم عادت العائلة المالكة إلى هولندا بعد تحريرها عام 1945.
تولت يوليانا مهام ملكية لفترة وجيزة في عامي 1947 و 1948 بسبب تدهور صحة والدتها الملكة فيلهلمينا وفي سبتمبر من العام الأخير تنازلت فيلهلمينا عن العرش وصعدت ابنتها يوليانا إلى العرش الهولندي، شهد عهدها نهاية الاستعمار واستقلال جزر الهند الشرقية الهولندية -إندونيسيا الآن- وسورينام. وظلت الملكة يوليانا شخصية مشهورة ومحبوبة بين الشعب الهولندي على الرغم من سلسلة الخلافات التي شملت العائلة المالكة.
تنازلت يوليانا عن العرش لابنتها الكبرى بياتريكس في أبريل 1980 وتوفت في عام 2004 عن عمر يناهز 94 عامًا وتعد فترة حكمها في الفترة الأطول في العالم.

## حياتها المبكرة وتعليمها
ولدت يوليانا في 30 أبريل 1909 في قصر نورتاينده في لاهاي، هي الابنة الوحيدة لملكة هولندا فيلهلمينا وللأمير هنري دوق مكلنبورغ شفيرين وهي أول طفل ملكي هولندي من بعد فيلهلمينا نفسها، تعرضت الملكة فيلهلمينا لإجهاضين قبل ولادة يوليانا ما أثار احتمالية عدم خلافة أحد من بعد الملكة فيلهلمينا، تعرضت والدتها لإجهاضين آخرين بعد ولادتها وبذلك أصبحت يوليانا هي الطفلة الوحيدة للزوجين الملكيين، كانت يوليانا سعيدة لكونها الطفلة الوحيدة -وفقًا لعدة مصادر- لأنها لم تكن مضطرةً للقتال من أجل الاهتمام.
قضت يوليانا طفولتها في قصر هيت لو في آبلدرون وقصر نورتاينده ومنزل تن بوس في لاهاي، وتشكل فصل دراسي صغير في قصر نورتاينده لكي تتلقى الأميرة يوليانا تعليمها من السن السادسة مع أطفال من نفس عمرها بناءً على نصيحة المربي يان ليغثارت، وكان هؤلاء الأطفال هم البارونة إليز بينتينك والبارونة إليزابيث فان هاردنبروك وميك دي جونج.
استمر تعليم الأميرة يوليانا بوتيرة أسرع من تعليم معظم الأطفال بسبب نص الدستور الهولندي على أن الأميرة يوليانا يجب أن تكون مستعدة لتولي العرش في سن الثامنة عشرة، وتلقت الأميرة تعليمها الثانوي بعد خمس سنوات فقط من التعليم الابتدائي من مدرسين خاصين بها.
احتفلت الأميرة يوليانا بعيد ميلادها الثامن عشر في 30 أبريل 1927 وبذلك فهي بلغت سن الرشد رسميًا ويحق لها تولي الامتياز الملكي بموجب الدستور إذا لزم الأمر، وبعد يومين فقط من احتفالها بعيدميلادها نصبتها والدتها في مجلس الدولة.
التحقت الأميرة في نفس العام في جامعة ليدن وحضرت محاضرات في علم الاجتماع والاقتصاد والتاريخ البرلماني والقانون الدستوري في سنواتها الأولى في الجامعة وتخرجت من الجامعة عام 1930 بدرجة البكالوريوس في القانون الدولي.

## زواجها
بدأت الملكة فيلهيلمينا في ثلاثينيات القرن الماضي بالبحث عن زوج مناسب لابنتها، وكانت العائلة الملكية من أكثر العائلات الملكية تدينًا في العالم وكان من الصعب جدًا العثور على أمير يناسب معاييرهم، ولم يناسبهم جميع أمراء المملكة المتحدة والسويد فهم إما رفضوا أو رفضتهم الأميرة يوليانا.
التقت الأميرة يوليانا بالأمير بيرنهارد في دورة الألعاب الأولمبية الشتوية لعام 1936 في بافاريا وهو أمير ألماني شاب كان ابن عمها السابع وكانت رتبته ودينه مناسبين لذلك رتبت والدتها خطوبة الأميرة يوليانا الملكية ووقعت الأميرة في حب خطيبها بعمق وهو الحب الذي استمر مدى الحياة وصمد خلال الحرب وتم الإعلان عن خطوبة الزوجين في 8 سبتمبر 1936.
لم ينسر الهولنديون من إعلان الزواج لأن الأمير من ألمانيا التي تقع تحت حكم هتلر إلا أن الأمير غير جنسيته إلى الهولندية وغير تهجئة اسمه من الألمانية إلى الهولندية، تزوج الأميرين في لاهاي في 7 يناير 1937 وهو التاريخ الذي تزوج فيه أجداد الأميرة يوليانا قبل ثمانية وخمسين عامًا.
ولدت الأميرة بياتريكس أول بناتهم الأربع في 31 يناير 1938، تلتها الأميرة إيرين في 5 أغسطس 1939.

## أسرتها
في 8 سبتمبر 1936 تزوجت من «الأمير برنارد»، وأنجبا:
- الملكة بياتريكس (ملكة هولندا، ولدت في 31 يناير 1938).
- الأميرة إيرين (ولدت في 5 أغسطس 1939).
- الأميرة مارغريت (ولدت في 19 يناير 1943).
- الأميرة كريستينا (ولدت في 18 فبراير 1947).

## المنفى الكندي
أثناء الحرب العالمية الثانية فرّت الأميرة -وقتها- يوليانا إلى أوتاوا كندا مع ابنتيها: بياتريكس والأميرة إيرينه. وأثناء إقامتها في كندا تم التحضير لولادة طفلتها الثالثة لضمان الجنسية الهولندية لهذه الطفلة الملكية وذلك بأن أقر البرلمان الكندي قانونًا خاصًا معلنًا جناح الأميرة يوليانا مستشفى أوتاوا سيفيك «خارج الحدود».
وفي 19 كانون الثاني عام 1943م ولدت الأميرة مارغريت، وبعد يوم من ولادتها رفع العلم الهولندي على برج السلام [الإنجليزية]، وكانت هذه هي المرة الوحيدة في التاريخ أن لوّح علم أجنبي فوق مبنى البرلمان في كندا [الإنجليزية].
وفي 1944-1945م كان الجيش الكندي الأول - الذي شمل القوات الكندية والبريطانية والبولندية - مسؤولًا عن تحرير جزء كبير من هولندا من الاحتلال الألماني. و«الصيف الكندي» الفرح الذي تلا التحرير أكد على روابط الصداقة العميقة وطويلة الأمد بين هولندا وكندا (انظر العلاقات بين كندا وهولندا). وعام 1949م احتلت القوات الهولندية مساحة 69 كيلومترًا مربعًا (27 ميل مربع) من المنطقة البريطانية في ألمانيا المحتلة، بما في ذلك إيلتين [الإنجليزية] وسيلفكانت. وفي ذلك الوقت كان يقطن هذه المناطق ما يقرب من 10,000 شخص، وبموجب اتفاقية بين هولندا وألمانيا التي وقعت 8 أبريل 1960م في لاهاي عادت الأراضي إلى ألمانيا في 1 أغسطس 1963م، باستثناء تلة صغيرة (حوالي 3 كم²) تسمى «داوفيلسبيرخ Duivelsberg» قامت هولندا بضمها إليها.

## روابط خارجية
- مقالات تستعمل روابط فنية بلا صلة مع ويكي بيانات